# Sonia Viviani
Sonia Viviani (Roma, 4 gennaio 1958) è un'attrice italiana, talvolta accreditata con lo pseudonimo di Sophia Vivianson.

## Biografia

### Primi anni
Figlia di uno scenografo di Cinecittà, si è avvicinata al cinema quando era ancora giovanissima, dopo aver abbandonato corsi di musica e danza. Decise di contattare personalmente il regista Luigi Comencini che era alla ricerca di un volto giovane per il film Delitto d'amore. Accompagnata dalla madre si recò al provino ma non fu scelta. Il segretario di produzione, colpito dalla bellezza della ragazza, la segnalò quindi ad un altro regista, Pasquale Squitieri, che nel 1973 la fece debuttare nel film I guappi; per poter interpretare il film sua madre dovette firmare il contratto in quanto lei era ancora minorenne.

### Carriera
La sua carriera si è sviluppata essenzialmente fra la metà degli anni settanta (cinque titoli nel solo 1975) e la metà degli anni novanta. Come caratterista ha interpretato diversi b-movie di vario genere: dal peplum alla commedia erotica all'italiana, dal cinema horror al poliziesco.
La sua filmografia è costituita da una trentina di titoli che includono anche alcuni film di qualità – o che hanno ottenuto comunque un notevole successo di pubblico – come: Yuppi du, film del 1975 con Adriano Celentano, e Fantozzi alla riscossa, del 1990, con Paolo Villaggio, settimo film della saga sull'impiegato più tiranneggiato d'Italia. Ha posato nuda per l'edizione italiana di Playboy.
La sua somiglianza con Carolina di Monaco ha indotto nel 1983 una casa cinematografica giapponese a girare un film documentario sulla sua vita di attrice, intitolato Dangerous beauty (Una bellezza pericolosa), rimasto però inedito in Italia. La 
Viviani ha avuto anche una breve esperienza in televisione comparendo nella trasmissione di Antonio Ricci Drive In, in cui interpretava una parodia della principessa Carolina di Monaco.
Ha lavorato per diversi anni come attrice nella Compagnia del teatro Didattico Il Torchio, interpretando molti spettacoli di Aldo Giovannetti.

## Filmografia

### Cinema
- I guappi, regia di Pasquale Squitieri (1974)
- Carnalità, regia di Alfredo Rizzo (1974)
- Povero Cristo, regia di Pier Carpi (1975)
- Tesekkür ederim büyükanne, regia di Osman F. Seden (1975)
- Mondo candido, regia di Gualtiero Jacopetti e Franco Prosperi (1975)
- Un urlo dalle tenebre, regia di Angelo Pannacciò e Franco Lo Cascio (1975)
- Yuppi du, regia di Adriano Celentano (1975)
- Amori, letti e tradimenti, regia di Alfonso Brescia (1976)
- Delicesine, regia di Osman F. Seden (1976)
- Frittata all'italiana, regia di Alfonso Brescia (1976)
- L'adolescente, regia di Alfonso Brescia (1976)
- Lulù la sposa erotica, regia di Paolo Moffa (1977, titolo francese: Lola 77)
- KZ9 - Lager di sterminio, regia di Bruno Mattei (1977)
- Napoli si ribella, regia di Michele Massimo Tarantini (1977)
- La sorprendente eredità del tontodimammà, regia di Roberto Bianchi Montero  (1977)
- L'ultimo guappo, regia di Alfonso Brescia (1978)
- Pugni dollari & spinaci, regia di Emimmo Salvi (1978)
- Solamente nero, regia di Antonio Bido (1978)
- L'albero della maldicenza, regia di Giacinto Bonacquisti (1979)
- Da Corleone a Brooklyn, regia di Umberto Lenzi (1979)
- John Travolto... da un insolito destino, regia di Neri Parenti (1979)
- Tre sotto il lenzuolo, regia di Michele Massimo Tarantini (1979, episodio Sabato mattina)
- Un'ombra nell'ombra, regia di Pier Carpi (1979)
- I guerrieri del terrore, regia di René Cardona Jr. (1980, titolo originale: Traficantes de pánico)
- Incubo sulla città contaminata, regia di Umberto Lenzi (1980)
- Celebrità, regia di Ninì Grassia (1981)
- Le avventure dell'incredibile Ercole, regia di Luigi Cozzi (1985)
- Una tenera follia, regia di Ninì Grassia (1986)
- Casa mia, casa mia..., regia di Neri Parenti (1988)
- Appuntamento in nero, regia di Antonio Bonifacio (1990)
- Fantozzi alla riscossa, regia di Neri Parenti (1990)
- Le nuove comiche, regia di Neri Parenti (1994)
- Vacanze di Natale a Cortina, regia di Neri Parenti (2011)

### Televisione
- Turno di notte – serie TV, episodio 1x15 (1987)